# Roberto Salmeron
Roberto Aureliano Salmeron (São Paulo, 16 juin 1922 - Paris, 17 juin 2020) est un ingénieur électricien et physicien nucléaire expérimental brésilien et directeur de recherche émérite au Centre national de la recherche scientifique (CNRS).

## Biographie
Salmeron est né à São Paulo. Il fait ses études de premier cycle en génie électrique à l'Escola Politécnica da Universidade de São Paulo, et en physique à l'Université fédérale de Rio de Janeiro. De 1947 à 1950, il travaille comme chercheur et professeur de physique à l'Escola Politécnica et au Département de physique de la Faculté de philosophie, des sciences et des lettres de l'Université de São Paulo, où il étudie le rayonnement cosmique auprès des physiciens italiens Gleb Wataghin et Giuseppe Occhialini. De 1950 à 1953, Salmeron travaille au Centro Brasileiro de Pesquisas Físicas (Centre brésilien de recherche physique) récemment créé à Rio. À São Paulo et à Rio, Salmeron est contemporain d'une brillante génération de jeunes physiciens brésiliens, comme César Lattes, José Leite Lopes, Oscar Sala, Mário Schenberg, Marcelo Damy et Jayme Tiomno.
À partir de 1953, Salmeron vit en Europe, faisant d'abord son doctorat de 1953 à 1955 à l'Université de Manchester, sous la direction de Patrick Blackett, prix Nobel de physique, puis comme chercheur associé à l'Organisation européenne pour la recherche nucléaire (CERN), à Genève, en Suisse, de 1955 à 1963.
En 1963, Salmeron retourne au Brésil et accepte un poste de professeur de physique à la nouvelle Université de Brasilia. Malheureusement, la dictature militaire réprime fortement cette faculté aux idées libérales et de gauche et il rejoint 223 autres professeurs qui démissionnent de l'Université en octobre 1965, en signe de protestation.
En 1966, Salmeron quitte définitivement le Brésil et retourne travailler en Europe au CERN, où il a un rôle important dans les expériences amenant à la découverte du Plasma quarks-gluons. Ensuite (1967), il travaille à l'École Polytechnique de Paris.